# Homolophus martensi
Homolophus martensi is een hooiwagen uit de familie echte hooiwagens (Phalangiidae).